# Еремин (Брянская область)
Еремин — село в Стародубском муниципальном округе Брянской области.

## География
Находится в южной части Брянской области на расстоянии приблизительно 12 км по прямой на восток от районного центра города Стародуб.

## История
Известно с 1693 года. Местная Преображенская церковь упоминалась с первой половины XVIII века (не сохранилась). Священники: Парфений Антонович Смяловский (1760-1782) и Лев Акимович Смяловский (1831). В середине XX века работал колхоз «Прямой путь». В 1859 году здесь (село Стародубского уезда Черниговской губернии) было учтено 17 дворов, в 1892 — 33. До 2020 года входило в состав Десятуховского сельского поселения Стародубского района до их упразднения.

## Население
Численность населения: 132 человека (1859 год), 211 (1892), 32 человека в 2002 году (русские 75 %), 9 в 2010.